# Palisades Park
Palisades Park – miasto w Stanach Zjednoczonych, w stanie New Jersey, w hrabstwie Bergen. W 2010 roku liczyło 19 622 mieszkańców.